# Grannis Island
Grannis Island ist eine unbewohnte Insel im Quinnipiac River in New Haven, Connecticut. Sie gehört dem New Haven Land Trust als Teil des Quinnipiac Meadows Nature Preserve.

## Geographie
Die Insel liegt in einer östlichen Flusskurve direkt am Stadtgebiet von New Haven. Auf dem gegenüberliegenden Ufer befindet sich das Wohngebiet Fair Haven mit der Dover Beach etwas weiter flussaufwärts. Dort verläuft die Interstate 91. Im Norden schließt sich ein Handelszentrum mit einem großen Walmart und Lowe’s an und nach Osten die Wohngebiete von Fair Haven Heights. Der Northeast Corridor umschließt das Gebiet halbkreisförmig nach Norden.

## Geschichte
Die Insel war bis in die jüngere Vergangenheit von Quinnipiac-Indianern besiedelt. Archäologische Grabungen brachten Hunde-Begräbnisse, Fäustlinge und Feuerstellen sowie weitere Zeichen menschlicher Besiedlung zu Tage.